# 庇里牛斯山戰爭
比利牛斯山战争，或稱鲁西永戰爭或公约战争，是第一次反法同盟中对抗法兰西第一共和国的比利牛斯山戰線的一系列軍事行動。 法國與西班牙王國和葡萄牙王國發生了長達2年又4個月的軍事對抗。
战争在比利牛斯山脉的东部和西部及法国的土伦港和海上进行。 1793年，一支西班牙军队入侵了比利牛斯山脉东部的鲁西永，並持續佔領至1794年4月。1794年11月，法軍将西班牙军队赶回加泰罗尼亚并取得了大勝。1795年2月之后，比利牛斯山脉東部的战争陷入僵局。在比利牛斯山脉西部，法軍于1794年开始获胜。到1795年，法軍控制了西班牙东北部的一部分。

## 註腳
1. ↑  Durant, p 53